# Sinobatis borneensis
Sinobatis borneensis е вид акула от семейство Anacanthobatidae. Видът не е застрашен от изчезване.

## Разпространение и местообитание
Разпространен е в Индонезия, Малайзия (Саравак), Провинции в КНР, Тайван, Филипини и Япония.
Среща се на дълбочина от 800 до 1100 m.

## Описание
На дължина достигат до 39,9 cm.